# Filmfare Award du meilleur réalisateur en tamoul
Le prix Filmfare du meilleur réalisateur en tamoul est une récompense attribuée par le magazine indien Filmfare dans le cadre des Filmfare Awards South annuels pour les films en tamoul (Kollywood).

## Réalisateurs récompensés
Les années mentionnées sont celles de la sortie du film. La cérémonie a lieu l'année suivante.
- 1972 : P. Madhavan pour Gnana Oli
- 1973 : A. C. Tirulokchandar pour Bharatha Vilas
- 1974 : K. Balachander pour Aval Oru Thodar Kathai
- 1975 : K. Balachander pour Apoorva Raagangal
- 1976 : S. P. Muthuraman pour Oru Oodhappu Kan Simittugiradhu
- 1977 : S. P. Muthuraman pour Bhuvana Oru Kelvi Kuri
- 1978 : Bharathiraja pour Sigappu Rojakkal
- 1979 : J. Mahendran pour Uthiripookkal
- 1980 : K. Balachander pour Varumayin Niram Sivappu
- 1981 : K. Balachander pour Thaneer Thaneer
- 1982 : Balu Mahendra pour Moondram Pirai
- 1983 : A. Jagannathan pour Vellai Roja
- 1984 : K. Balachander pour Achamillai Achamillai
- 1985 : Fazil pour Poove Poochudava
- 1986 : Mani Ratnam pour Mouna Raagam
- 1987 : Mani Ratnam pour Nayagan
- 1988 : Balu Mahendra pour Veedu
- 1989 : K. Balachander pour Pudhu Pudhu Arthangal
- 1991 : Mani Ratnam pour Thalapathi
- 1992 : K. Balachander pour Vaaname Ellai
- 1993 : S. Shankar pour Gentleman
- 1994 : S. Shankar pour Kadhalan
- 1995 : Mani Ratnam pour Bombay
- 1996 : Agathiyan pour Kadhal Kottai
- 1997 : Cheran pour Bharathi Kannamma
- 1998 : Cheran pour Desiya Geetham
- 1999 : Bala pour Sethu
- 2000 : Rajiv Menon pour Kandukondain Kandukondain
- 2001 : Cheran pour Pandavar Bhoomi
- 2002 : Mani Ratnam pour Kannathil Muthamittal
- 2003 : Bala pour Pithamagan
- 2004 : Cheran pour Autograph
- 2005 : S. Shankar pour Anniyan
- 2006 : Vasanthabalan pour Veyil
- 2007 : Ameer Sultan pour Paruthiveeran
- 2008 : Sasikumar pour Subramaniyapuram
- 2009 : Priyadarshan pour Kanchivaram
- 2010 : Vasanthabalan pour Angadi Theru
- 2011 : Vetrimaaran pour Aadukalam
- 2012 : Balaji Sakthivel pour Vazhakku Enn 18/9
- 2013 : Bala pour Paradesi
- 2014 : A. R. Murugadoss pour Kaththi
- 2015 : Mohan Raja pour Thani Oruvan
- 2016 : Sudha Kongara pour Irudhi Suttru